# Christine Longaker
Christine Longaker est l'ancienne directrice de l'Hospice du comté de Santa Cruz (Californie) et est considérée comme une pionnière du mouvement des hospices. Elle a dispensé des formations sur la prise en charge des mourants dans le monde depuis 1978. Elle a co-conçu la formation accréditée de l'Université de Naropa en « soins contemplatifs de fin de vie », et est l'auteur de Facing Death and Finding Hope : A Guide to the Emotional and Spiritual Care of the Dying (Trouver l'espoir face à la mort - Un guide pour l'accompagnement émotionnel et spirituel des mourants), qui a été traduit en neuf langues et est utilisé dans les centres de soins palliatifs et de soins palliatifs du monde entier. Longaker écrit actuellement un livre et crée un programme sur l'autocompassion.

## Biographie
Christine Longaker est née et a grandi dans le sud de la Californie. Peu de temps après la mort de son premier mari Lyttle en 1977, elle aide à fonder un hospice de soins à domicile à Santa Cruz et est formatrice du personnel et directrice. Elle a enseigné des cours sur « la mort et mourir » au Cabrillo College (en) de Santa Cruz, en Californie, et possède un diplôme d'enseignement à vie pour les établissements d'enseignement postsecondaire privés de Californie dans les études asiatiques et la mort et mourir. En 1980, elle rencontre Sogyal Rinpoché en Californie, devient son élève, et fonde Rigpa Fellowship en Amérique, dont elle est la directrice pendant huit ans. En 1993, elle aide à établir le programme international de soins spirituels, offrant des formations professionnelles en soins spirituels et en soins compassionnels pour les mourants. En tant que directrice de l'éducation internationale pendant vingt ans, Christine Longaker a formé des équipes de formateurs dans neuf pays, qui ont ensemble apporté la vision des soins compassionnels pour les mourants et les personnes endeuillées à plus de 30 000 personnes. Les formations de Longaker ont inspiré le développement de quatre programmes de soins palliatifs en Allemagne, en France et en Suisse, et de deux centres de soins spirituels : le centre de soins du centre de méditation Dzogchen Beara (en) en Irlande et Sukhavathi en Allemagne.
Christine Longaker a co-écrit et été membre du corps professoral d'une formation pionnière de neuf mois, avec des modules résidentiels et en ligne, intitulée « Contemplative End of Life Care », initialement hébergée et accréditée par l'Université de Naropa à Boulder, Colorado. Avec l'expert allemand en soins palliatifs, Gian Domenico Borasio, Christine Longaker a co-écrit une recherche sur les « Effects of spiritual care training for palliative care professionals », publiée dans The Journal of Palliative Medicine en 2005, qui décrivait des avantages durables six mois après que les professionnels de la santé aient reçu une formation sur les soins personnels et les soins spirituels.
Depuis 1978, Christine Longaker a donné des formations continues, des conférences pour les médecins et des discours liminaires lors de conférences liées à la compassion, aux soins palliatifs et aux soins palliatifs, aux États-Unis, en Australie et en Europe. En avril 2009, elle a prononcé le discours d'ouverture de la conférence internationale sur les soins spirituels "Compassion et présence : soins spirituels pour les vivants et les mourants" à Killarney, en Irlande. Elle a fait des présentations lors des conférences suivantes : 2013, France, Compassion in Medicine Forum : 'Cultivating Compassionate presence for self'. 2012, Londres, Empathie et compassion dans la société, « Les avantages de l'intégration de la compassion et de la présence dans les soins de santé ». 2005, Boulder, Colorado, Contemplative End of Life Care, discours principal : « Wisdom and Compassion in Caregiving ». 2002, Congrès national des soins palliatifs, Munich, Allemagne. 1998, Seattle, "Conférence Parting Visions". 1997 & 1995, New York, conférence « The Art of Dying », Open Center et Tibet House. 1994, Chicago, Institut des sciences noétiques "Nouvelles dimensions de la mort et de la mort".
Christine Longaker développe actuellement des cours et des formations en ligne sur le thème de l'autocompassion, et un livre intitulé Self-Compassion : A Heroic Journey.

### Livres
- (en) Facing Death and Finding Hope: A Guide to the Emotional and Spiritual Care of the Dying, Arrow Books, 1998,  (ISBN 0-09-917692-0), Trouver l'espoir face à la mort - Un guide pour l'accompagnement émotionnel et spirituel des mourants, préface Sogyal Rinpoché, traduction Marie-Béatrice Leray, Table ronde, 1998,  (ISBN 2710308185)

### Articles et chapitres
- Maria Wasner, Christine Longaker, Martin Johannes Fegg and Gian Domenico Borasio, "Effects of spiritual care training for palliative care professionals" in Palliative Medicine 2005 19, pages 99–104
- "Listening with Presence, Awareness, and Love" in "The Wisdom of Listening," Mark Brady (ed.).  (ISBN 0861713559)
- "Transforming Suffering Through Compassion" in "Losing the Clouds, Gaining the Sky", Doris Wolter (ed.) Boston: Wisdom Publications, 2007.  (ISBN 9780861713592)
- “Sparking the Inner Flame”, in "Devotion: Following Tibetan Masters," Sherry Marshall (ed.), Sydney: Simon & Schuster, 1999.  (ISBN 0 7318 0767 7)
- Documentary "Zorg et Compassie" (Care and Compassion) by Jurgen Gudde for BOS, the Netherlands.